# 鼠茅
鼠茅（学名：Vulpia myuros）为禾本科鼠茅属下的一个种。

## 扩展阅读
- 維基物種上的相關：鼠茅